# 파라 볼베르 아 아마르
《파라 볼베르 아 아마르》(스페인어: Para volver a amar)은 2010년 방영된 멕시코의 텔레노벨라이다.